# Liste der Nummer-eins-Hits in Neuseeland (2008)
Dies ist eine Liste der Nummer-eins-Hits in Neuseeland im Jahr 2009. Sie basiert auf den offiziellen Single und Albums Top 40, die im Auftrag von Recorded Music NZ, dem neuseeländischen Vertreter der IFPI, ermittelt werden. Es gab in diesem Jahr 15 Nummer-eins-Singles und 24 Nummer-eins-Alben.

## Singles
| ← 2007 ← | Liste der Nummer-eins-Hits in Neuseeland | Liste der Nummer-eins-Hits in Neuseeland | Liste der Nummer-eins-Hits in Neuseeland    | 2009 →                    |
| \| Zeitraum \| Wo. ges. \| Interpret \| Titel Autor(en) \| Zusätzliche Informationen \| \| (Zeitraum, Wochen auf Platz eins, Interpret, Titel, Autor[en], zusätzliche Informationen) \| \| \| \| \| \| ----------------------------------------------------------------------------------------- \| -------- \| ------------------------------- \| ------------------------------------------- \| ------------------------- \| \| 31. Dezember 2007 – 27. Januar 2008 4 Wochen (insgesamt 5) \| 5 \| Leona Lewis \| Bleeding Love \| – \| \| 28. Januar 2008 – 17. Februar 2008 3 Wochen \| 3 \| Flo Rida feat. T-Pain \| Low \| – \| \| 18. Februar 2008 – 16. März 2008 4 Wochen \| 4 \| Chris Brown \| With You \| – \| \| 17. März 2008 – 4. Mai 2008 7 Wochen \| 7 \| Jordin Sparks feat. Chris Brown \| No Air \| – \| \| 5. Mai 2008 – 11. Mai 2008 1 Woche \| 1 \| Usher feat. Young Jeezy \| Love in This Club \| – \| \| 12. Mai 2008 – 6. Juli 2008 8 Wochen \| 8 \| Chris Brown \| Forever \| – \| \| 7. Juli 2008 – 20. Juli 2008 2 Wochen \| 2 \| Tiki Taane \| Always on My Mind \| – \| \| 21. Juli 2008 – 3. August 2008 2 Wochen \| 2 \| Phil Collins \| In the Air Tonight \| – \| \| 4. August 2008 – 10. August 2008 1 Woche \| 1 \| Nesian Mystik \| Nesian 101 \| – \| \| 11. August 2008 – 17. August 2008 1 Woche \| 1 \| Katy Perry \| I Kissed a Girl \| – \| \| 18. August 2008 – 7. September 2008 3 Wochen \| 3 \| Rihanna \| Disturbia \| – \| \| 8. September 2008 – 12. Oktober 2008 5 Wochen \| 5 \| Pink \| So What \| – \| \| 13. Oktober 2008 – 19. Oktober 2008 1 Woche (insgesamt 3) \| 3 \| P-Money feat. Vince Harder \| Everything \| – \| \| 20. Oktober 2008 – 26. Oktober 2008 1 Woche \| 1 \| T.I. \| Whatever You Like \| – \| \| 27. Oktober 2008 – 9. November 2008 2 Wochen (insgesamt 3) \| 3 \| P-Money feat. Vince Harder \| Everything \| – \| \| 10. November 2008 – 18. Januar 2009 10 Wochen \| 10 \| Lady Gaga \| Poker Face Stefani Germanotta, Nadir Khayat \| – \| |                                          |                                          |                                             |                           |
| ← 2007 |                                          |                                          |                                             | → 2009 →                  |
| Zeitraum | Wo. ges.                                 | Interpret                                | Titel Autor(en)                             | Zusätzliche Informationen |
| (Zeitraum, Wochen auf Platz eins, Interpret, Titel, Autor[en], zusätzliche Informationen) |                                          |                                          |                                             |                           |
| 31. Dezember 2007 – 27. Januar 2008 4 Wochen (insgesamt 5) | 5                                        | Leona Lewis                              | Bleeding Love                               | –                         |
| 28. Januar 2008 – 17. Februar 2008 3 Wochen | 3                                        | Flo Rida feat. T-Pain                    | Low                                         | –                         |
| 18. Februar 2008 – 16. März 2008 4 Wochen | 4                                        | Chris Brown                              | With You                                    | –                         |
| 17. März 2008 – 4. Mai 2008 7 Wochen | 7                                        | Jordin Sparks feat. Chris Brown          | No Air                                      | –                         |
| 5. Mai 2008 – 11. Mai 2008 1 Woche | 1                                        | Usher feat. Young Jeezy                  | Love in This Club                           | –                         |
| 12. Mai 2008 – 6. Juli 2008 8 Wochen | 8                                        | Chris Brown                              | Forever                                     | –                         |
| 7. Juli 2008 – 20. Juli 2008 2 Wochen | 2                                        | Tiki Taane                               | Always on My Mind                           | –                         |
| 21. Juli 2008 – 3. August 2008 2 Wochen | 2                                        | Phil Collins                             | In the Air Tonight                          | –                         |
| 4. August 2008 – 10. August 2008 1 Woche | 1                                        | Nesian Mystik                            | Nesian 101                                  | –                         |
| 11. August 2008 – 17. August 2008 1 Woche | 1                                        | Katy Perry                               | I Kissed a Girl                             | –                         |
| 18. August 2008 – 7. September 2008 3 Wochen | 3                                        | Rihanna                                  | Disturbia                                   | –                         |
| 8. September 2008 – 12. Oktober 2008 5 Wochen | 5                                        | Pink                                     | So What                                     | –                         |
| 13. Oktober 2008 – 19. Oktober 2008 1 Woche (insgesamt 3) | 3                                        | P-Money feat. Vince Harder               | Everything                                  | –                         |
| 20. Oktober 2008 – 26. Oktober 2008 1 Woche | 1                                        | T.I.                                     | Whatever You Like                           | –                         |
| 27. Oktober 2008 – 9. November 2008 2 Wochen (insgesamt 3) | 3                                        | P-Money feat. Vince Harder               | Everything                                  | –                         |
| 10. November 2008 – 18. Januar 2009 10 Wochen | 10                                       | Lady Gaga                                | Poker Face Stefani Germanotta, Nadir Khayat | –                         |

## Alben
| ← 2007 ← | Liste der Nummer-eins-Hits in Neuseeland | Liste der Nummer-eins-Hits in Neuseeland | Liste der Nummer-eins-Hits in Neuseeland                    | 2009 →                    |
| \| Zeitraum \| Wo. ges. \| Interpret \| Titel \| Zusätzliche Informationen \| \| (Zeitraum, Wochen auf Platz eins, Interpret, Titel, zusätzliche Informationen) \| \| \| \| \| \| ------------------------------------------------------------------------------ \| -------- \| ----------------------- \| ----------------------------------------------------------- \| ------------------------- \| \| 19. November 2007 – 6. Januar 2008 7 Wochen \| 7 \| Led Zeppelin \| Mothership \| – \| \| 7. Januar 2008 – 27. Januar 2008 3 Wochen \| 3 \| OpShop \| Second Hand Planet \| – \| \| 28. Januar 2008 – 3. Februar 2008 1 Woche \| 1 \| Rod Stewart \| The Story So Far – The Very Best of Rod Stewart \| – \| \| 4. Februar 2008 – 10. Februar 2008 1 Woche \| 1 \| Leona Lewis \| Spirit \| – \| \| 11. Februar 2008 – 2. März 2008 3 Wochen \| 3 \| Jack Johnson \| Sleep Through the Static \| – \| \| 3. März 2008 – 20. April 2008 7 Wochen \| 7 \| Amy Winehouse \| Back to Black – The Deluxe Edition \| – \| \| 21. April 2008 – 27. April 2008 1 Woche (insgesamt 2) \| 2 \| Duffy \| Rockferry \| – \| \| 28. April 2008 – 4. Mai 2008 1 Woche \| 1 \| Shihad \| Beautiful Machine \| – \| \| 5. Mai 2008 – 11. Mai 2008 1 Woche \| 1 \| Flight of the Conchords \| Flight of the Conchords \| – \| \| 12. Mai 2008 – 18. Mai 2008 1 Woche \| 1 \| Westlife \| Unbreakable: 2008 NZ Tour Edition \| – \| \| 19. Mai 2008 – 25. Mai 2008 1 Woche (insgesamt 2) \| 2 \| Duffy \| Rockferry \| – \| \| 26. Mai 2008 – 8. Juni 2008 2 Wochen \| 2 \| Neil Diamond \| Home Before Dark \| – \| \| 9. Juni 2008 – 22. Juni 2008 2 Wochen \| 2 \| Disturbed \| Indestructible \| – \| \| 23. Juni 2008 – 20. Juli 2008 4 Wochen \| 4 \| Coldplay \| Viva la Vida or Death and All His Friends \| – \| \| 21. Juli 2008 – 3. August 2008 2 Wochen (insgesamt 6) \| 6 \| Cast of Mamma Mia! \| Mamma Mia! The Movie Soundtrack Featuring the Songs of ABBA \| – \| \| 4. August 2008 – 10. August 2008 1 Woche \| 1 \| Phil Collins \| … Hits \| – \| \| 11. August 2008 – 31. August 2008 3 Wochen (insgesamt 6) \| 6 \| Cast of Mamma Mia! \| Mamma Mia! The Movie Soundtrack Featuring the Songs of ABBA \| – \| \| 1. September 2008 – 7. September 2008 1 Woche \| 1 \| Slipknot \| All Hope Is Gone \| – \| \| 8. September 2008 – 14. September 2008 1 Woche (insgesamt 6) \| 6 \| Cast of Mamma Mia! \| Mamma Mia! The Movie Soundtrack Featuring the Songs of ABBA \| – \| \| 15. September 2008 – 28. September 2008 2 Wochen \| 2 \| Metallica \| Death Magnetic \| – \| \| 29. September 2008 – 26. Oktober 2008 4 Wochen (insgesamt 9) \| 9 \| Kings of Leon \| Only by the Night \| – \| \| 27. Oktober 2008 – 2. November 2008 1 Woche \| 1 \| AC/DC \| Black Ice \| – \| \| 3. November 2008 – 16. November 2008 2 Wochen \| 2 \| Pink \| Funhouse \| – \| \| 17. November 2008 – 30. November 2008 2 Wochen \| 2 \| The Feelers \| The Best: 1998 – 2008 \| – \| \| 1. Dezember 2008 – 7. Dezember 2008 1 Woche \| 1 \| Guns n’ Roses \| Chinese Democracy \| – \| \| 8. Dezember 2008 – 14. Dezember 2008 1 Woche \| 1 \| (Soundtrack) \| High School Musical 3: Senior Year \| – \| \| 15. Dezember 2008 – 25. Januar 2009 6 Wochen \| 6 \| Billy T. James \| The Comic Genius of Billy T. James \| – \| |                                          |                                          |                                                             |                           |
| ← 2007 |                                          |                                          |                                                             | → 2009 →                  |
| Zeitraum | Wo. ges.                                 | Interpret                                | Titel                                                       | Zusätzliche Informationen |
| (Zeitraum, Wochen auf Platz eins, Interpret, Titel, zusätzliche Informationen) |                                          |                                          |                                                             |                           |
| 19. November 2007 – 6. Januar 2008 7 Wochen | 7                                        | Led Zeppelin                             | Mothership                                                  | –                         |
| 7. Januar 2008 – 27. Januar 2008 3 Wochen | 3                                        | OpShop                                   | Second Hand Planet                                          | –                         |
| 28. Januar 2008 – 3. Februar 2008 1 Woche | 1                                        | Rod Stewart                              | The Story So Far – The Very Best of Rod Stewart             | –                         |
| 4. Februar 2008 – 10. Februar 2008 1 Woche | 1                                        | Leona Lewis                              | Spirit                                                      | –                         |
| 11. Februar 2008 – 2. März 2008 3 Wochen | 3                                        | Jack Johnson                             | Sleep Through the Static                                    | –                         |
| 3. März 2008 – 20. April 2008 7 Wochen | 7                                        | Amy Winehouse                            | Back to Black – The Deluxe Edition                          | –                         |
| 21. April 2008 – 27. April 2008 1 Woche (insgesamt 2) | 2                                        | Duffy                                    | Rockferry                                                   | –                         |
| 28. April 2008 – 4. Mai 2008 1 Woche | 1                                        | Shihad                                   | Beautiful Machine                                           | –                         |
| 5. Mai 2008 – 11. Mai 2008 1 Woche | 1                                        | Flight of the Conchords                  | Flight of the Conchords                                     | –                         |
| 12. Mai 2008 – 18. Mai 2008 1 Woche | 1                                        | Westlife                                 | Unbreakable: 2008 NZ Tour Edition                           | –                         |
| 19. Mai 2008 – 25. Mai 2008 1 Woche (insgesamt 2) | 2                                        | Duffy                                    | Rockferry                                                   | –                         |
| 26. Mai 2008 – 8. Juni 2008 2 Wochen | 2                                        | Neil Diamond                             | Home Before Dark                                            | –                         |
| 9. Juni 2008 – 22. Juni 2008 2 Wochen | 2                                        | Disturbed                                | Indestructible                                              | –                         |
| 23. Juni 2008 – 20. Juli 2008 4 Wochen | 4                                        | Coldplay                                 | Viva la Vida or Death and All His Friends                   | –                         |
| 21. Juli 2008 – 3. August 2008 2 Wochen (insgesamt 6) | 6                                        | Cast of Mamma Mia!                       | Mamma Mia! The Movie Soundtrack Featuring the Songs of ABBA | –                         |
| 4. August 2008 – 10. August 2008 1 Woche | 1                                        | Phil Collins                             | … Hits                                                      | –                         |
| 11. August 2008 – 31. August 2008 3 Wochen (insgesamt 6) | 6                                        | Cast of Mamma Mia!                       | Mamma Mia! The Movie Soundtrack Featuring the Songs of ABBA | –                         |
| 1. September 2008 – 7. September 2008 1 Woche | 1                                        | Slipknot                                 | All Hope Is Gone                                            | –                         |
| 8. September 2008 – 14. September 2008 1 Woche (insgesamt 6) | 6                                        | Cast of Mamma Mia!                       | Mamma Mia! The Movie Soundtrack Featuring the Songs of ABBA | –                         |
| 15. September 2008 – 28. September 2008 2 Wochen | 2                                        | Metallica                                | Death Magnetic                                              | –                         |
| 29. September 2008 – 26. Oktober 2008 4 Wochen (insgesamt 9) | 9                                        | Kings of Leon                            | Only by the Night                                           | –                         |
| 27. Oktober 2008 – 2. November 2008 1 Woche | 1                                        | AC/DC                                    | Black Ice                                                   | –                         |
| 3. November 2008 – 16. November 2008 2 Wochen | 2                                        | Pink                                     | Funhouse                                                    | –                         |
| 17. November 2008 – 30. November 2008 2 Wochen | 2                                        | The Feelers                              | The Best: 1998 – 2008                                       | –                         |
| 1. Dezember 2008 – 7. Dezember 2008 1 Woche | 1                                        | Guns n’ Roses                            | Chinese Democracy                                           | –                         |
| 8. Dezember 2008 – 14. Dezember 2008 1 Woche | 1                                        | (Soundtrack)                             | High School Musical 3: Senior Year                          | –                         |
| 15. Dezember 2008 – 25. Januar 2009 6 Wochen | 6                                        | Billy T. James                           | The Comic Genius of Billy T. James                          | –                         |